# CBR Lixhe

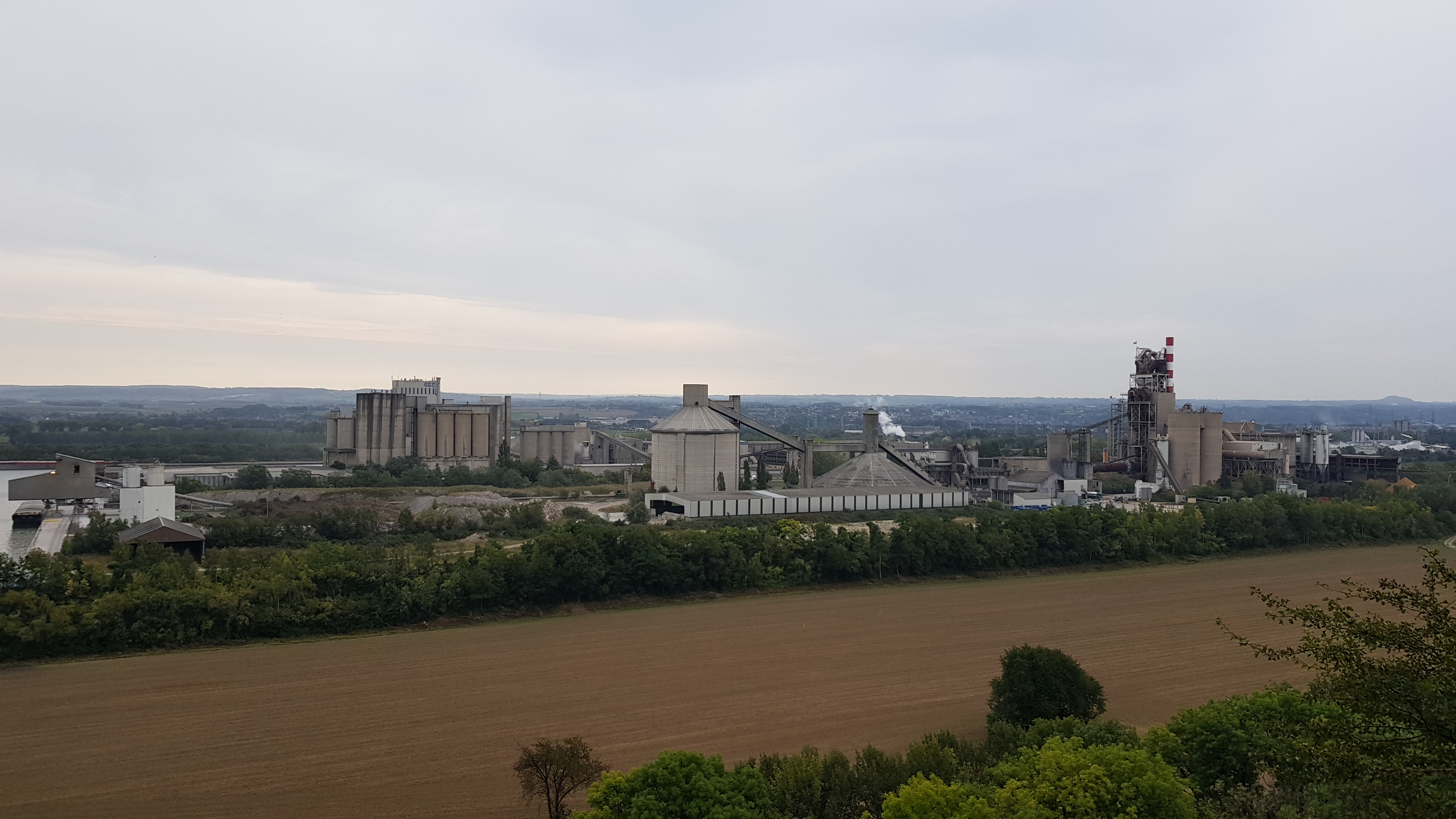
De fabriek gezien vanaf het plateau, de (horizontale) bruine buis (deels te zien) linksonder de rood-witte schoorsteen is de grote draaioven

De CBR Lixhe is een cementfabriek die sinds 1950 een klinkerfabriek en een maalderij omvat en gelegen is in de Belgische provincie Luik in de gemeente Wezet. De fabriek was gedurende een lange periode onderdeel van de groep Cimenteries et Briqueteries Réunies La Bonne Espérance (CBR), maar behoort sinds 1993 tot het concern HeidelbergCement. 
De fabriek is nu onderdeel van Heidelberg Materials. 

## Locatie
De fabriek, gelegen in het dal van de Maas, staat ten noordwesten van Lieze en ten noordoosten van Loën. Ten westen van de fabriek stijgt de bergwand van het Haspengouws Plateau steil op en ligt de Côté de Hallembaye. Direct naast de fabriek ligt de voormalige Groeve Dierkx. Ten noordwesten van de fabriek, aan de andere zijde van het plateau en het daarachter gelegen dal van de Jeker, ligt de Groeve Romontbos. Deze groeve beslaat een oppervlakte van 225 hectare en is via een 2,1 kilometer lange ondergrondse transportband verbonden met de fabriek. Ten zuidwesten van de fabriek bevindt zich de tweede kalksteengroeve, de Groeve van Loën. De kalksteen, gewonnen uit deze twee groeven voor de cementindustrie, vindt zijn oorsprong voornamelijk in de Formatie van Visé.

## Geschiedenis

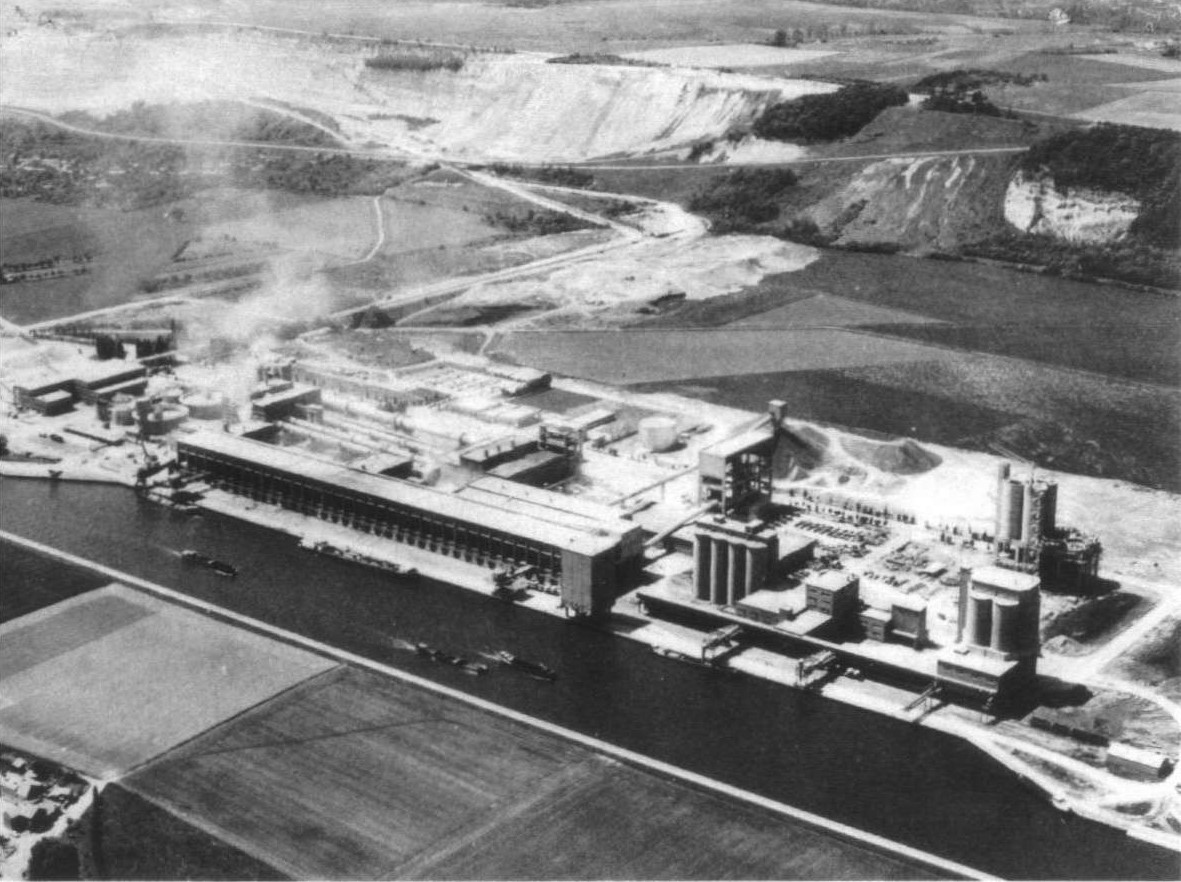
De fabriek in 1970

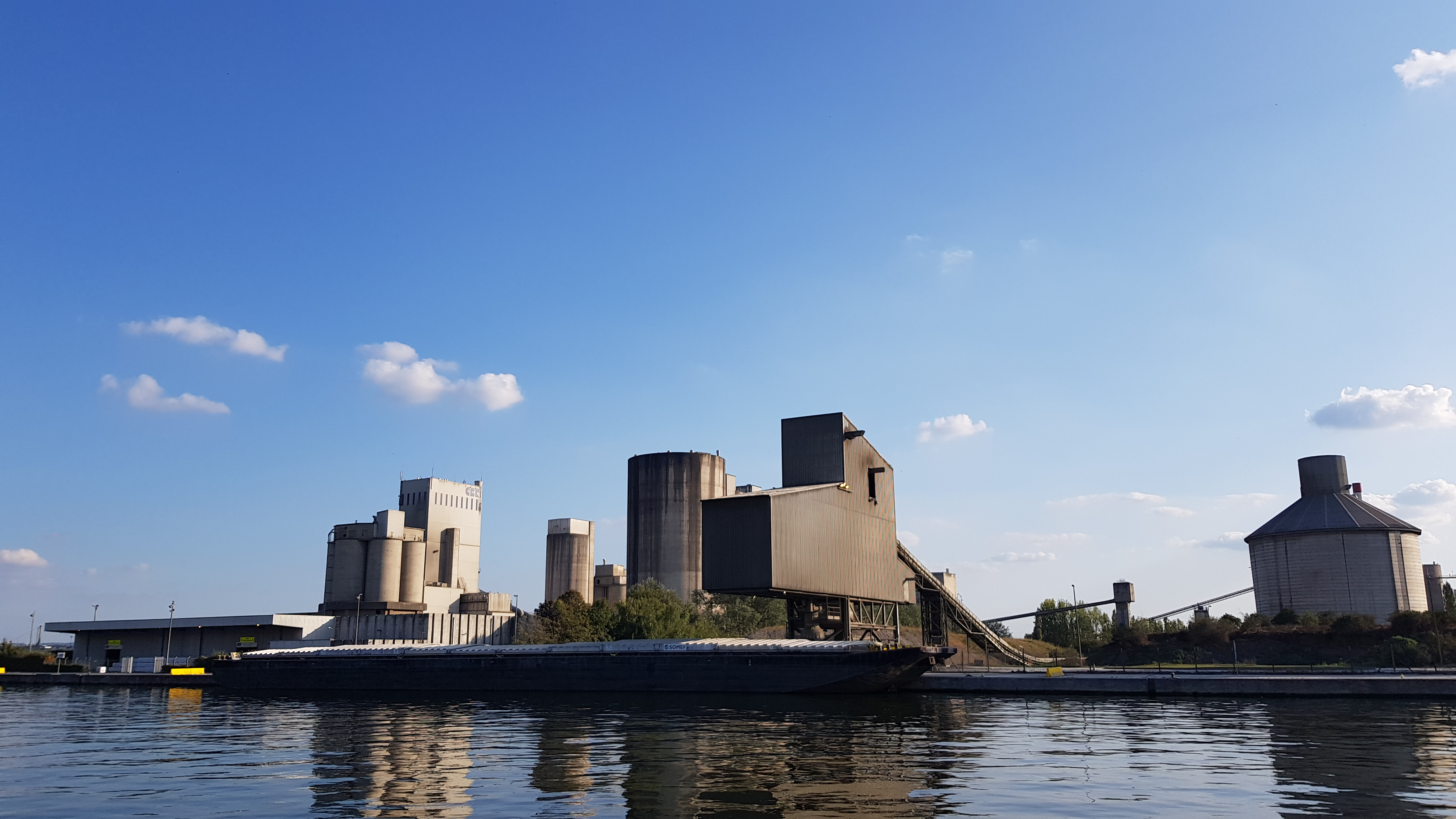
De fabriek gezien vanaf de haven

De Cimenteries et Briqueteries Réunies Bonne-Espérance et Loën (CBR) is in 1910 ontstaan door de samenvoeging van twee oudere bedrijven: La Bonne-Espérance en Fabrique de Ciment Portland Artificiel de Loën. De eerstgenoemde was gevestigd in Turnhout en de tweede in Loën. In de daaropvolgende jaren nam CBR verschillende fabrieken over. Na de Eerste Wereldoorlog domineerde CBR de cementindustrie in België, met een totale productiecapaciteit van 850.000 ton cement per jaar. 
In 1946 werd de Generale Maatschappij van België de grootste aandeelhouder van CBR met ongeveer 17% van het kapitaal. Max Nokin besloot enerzijds de fabrieken in Turnhout, Beerse, Ravels, Niel (bij Antwerpen) en Loën te sluiten, en anderzijds bij Loën een moderne cementfabriek te bouwen. 
De nieuwe cementfabriek te Lixhe werd ontworpen als onderdeel van het Marshallplan en was destijds de meest moderne en een van de grootste in Europa. Het Marshallplan was een programma voor materiële hulp dat na de Tweede Wereldoorlog in 1947 werd geïntroduceerd door de Verenigde Staten om de economieën in Europa te herstellen en te versterken, alsook om de verspreiding van het communisme tegen te gaan. Vanaf 1950 was de nieuwe fabriek, uitgerust met Amerikaans materiaal, operationeel. Met behulp van het Europese steunprogramma ERP (European Recovery Program) werden de geleende Belgische franken omgezet in dollars tegen de gunstigste voorwaarden. Het elektronisch controlegebouw, het controle laboratorium en de cementoven werden ontworpen door Constantin Brodzki.
In 1981 besloot CBR de productiemethode voor klinkers volgens het natte procedé, die in het begin van de 20ste eeuw was geïntroduceerd, te vervangen door ovens die werkten volgens het droge procedé. De klinkerproductie werd bijgevolg verder gerationaliseerd tot drie droogovens met hoge capaciteit: Maastricht (onderdeel van ENCI), Lixhe en een nieuwe locatie, Antoing. 
In 1986 had CBR hun totale productiecapaciteit kunnen opdrijven tot 6,5 miljoen ton in de Benelux. 
In 1993 verkocht de Generale Maatschappij van België haar aandeel van 42,5% aan de Duitse cementgroep Heidelberger Zement, die sinds 2022 bekend is onder de naam Heidelberg Materials. 

## Fabriek
De kalksteen die in de fabriek verwerkt wordt tot cement wordt gewonnen binnen enkele kilometers van de fabriek in twee steengroeves. Ten noordwesten van de fabriek ligt aan de andere zijde van het plateau en het daarachter gelegen dal van de Jeker de Groeve Romontbos. De daar gewonnen kalksteen wordt via een 2100 meter lange ondergrondse transportband naar de fabriek getransporteerd. Ten zuidwesten van de fabriek bevindt zich de tweede kalksteengroeve, de Groeve CBR. Vanaf daar wordt het per vrachtwagen naar de fabriek vervoerd.
Cement wordt in twee stappen gefabriceerd: de eerste stap is de klinker fabricage, de tweede stap is de cementproductie. 

### Klinker fabricage
Jaarlijks wordt er uit groeve Romontbos 2,3 miljoen ton grijs krijt en tufsteen gehaald. In het verwerken van de afgegraven kalksteen is het breken en zeven tot een homogeen poeder de eerste stap. Na het homogeniseren begint de fabricage van klinkers. Klinkers worden gemaakt van mergel, leem, vliegas en ijzerhoudende grondstoffen. Deze grondstoffen worden gemalen en gedroogd, zodat er meel ontstaat. 
Dit meel wordt getransporteerd naar een voorverwarmingsoven of precalcinator. De cementfabriek van Lixhe gebruikt een voorverwarmingsoven van Polysius. Hier valt het meel in zogenaamde cyclonen, waarbij tijdens de val het meel opstijgende gascalorieën absorbeert en een temperatuur krijgt van 800°C. Hierdoor vindt er decarbonatatie en deshydratatie plaats.
Vervolgens wordt de substantie naar een hellende draaioven geleid, waarin een vlam van zo'n 2000°C de substantie geleidelijk verwarmt en er bij een temperatuur van 1450°C sintering plaatsvindt. De cementoven in de fabriek van Lixhe, met een lengte van 93 meter en een diameter van 5,4 meter, is ook van Polysius en werd in 1974 in gebruik genomen. In 2001 onderging de oven een aanzienlijke upgrade.
Bij het verlaten van de cementoven zijn de klinkers klaar en worden ze in een luchtkoelinstallatie afgekoeld van 1200°C tot 100°C. Hierna worden ze opgeslagen in silo's. De luchtkoelinstallatie gebruikt in de fabriek van Lixhe werd geleverd door Claudius Peters en dateert, net als de oven, van 1974. 

### Cementproductie
De tweede fase op weg naar cement is de vermaling. Hier worden de diverse componenten gedoseerd, gemengd en fijngemalen tot een homogeen en uiterst fijn poeder: cement. Klinker vormt het hoofdbestanddeel van Portlandcement. 
Klinker zijn het halffabricaat voor cementproductie. Afhankelijk van het type cement worden klinkers, calciumsulfaat, vliegas, kalksteen en hoogovenslakken in specifieke verhoudingen toegevoegd. Nadat de ingrediënten zijn gedoseerd, worden ze samen gemalen tot poeder in een kogelmolen en/of rollenpers. De cementfabriek in Lixhe beschikt momenteel over vier molens waarvan er twee van FLSmidth en twee van Polysius zijn. 
Na het vermalen wordt het poeder door een afscheider gevoerd om de korrelgrootte te sorteren, waarbij te grote korrels opnieuw worden vermalen. De fijnheid van de korrels bepaalt de sterkteklasse van het cement. Na het vermalen wordt het cement gekoeld en vervolgens opgeslagen in grote silo's, gesorteerd per cementsoort. 
Jaarlijks kan er 1,4 miljoen ton klinker en 1,5 miljoen ton cement worden geproduceerd. Een eigen haven aan de oevers van het Albertkanaal en een belangrijk spoorweg- en autowegennet laten het transport van goederen naar en van de fabriek toe. Via het Albertkanaal gebeurt 30% van het bulktransport per schip. 

## Milieu-impact

### CO2 - uitstoot
De jaarlijkse cementproductie in Lixhe brengt een uitstoot van 1 miljoen ton CO₂ met zich mee. Hierdoor behoort deze cementfabriek tot de top tien uitstoters in België, goed voor bijna 1% van de totale CO2-uitstoot van het land. 
Elke 100 ton kalksteen (CaCO3) levert na verhitting 56 ton ongebluste kalk (CaO) op, terwijl 44 ton  CO2 vrijkomt in de atmosfeer. 
Het grootste deel van de CO2-uitstoot, komt vrij bij het verhitten in de precalcinator, waarbij decarbonatatie en dehydratatie van de gemalen materie plaatsvinden. Deze hoeveelheid vrijgekomen CO2 is goed voor twee derden van de totale uitstoot van het cementpoductiepoces. Verder is één derde van de  CO2-productie toe te schrijven aan de hoge benodigde temperaturen in de draaioven.

### Alternatieve brandstoffen
Om de CO2-emissies ten gevolge van de opwarming van de oven te beperken, maakt de cementfabriek sinds 2001 gebruik van alternatieve brandstoffen zoals geïmpregneerd zaagsel, rioolzuiveringsslib en fluff. 
Hiervoor wordt gebruik gemaakt van afval uit lokale industrieën zoals Suez in Luik, waarmee de fabriek een joint venture heeft. Suez neemt een reeks vloeibare en pasteuze afvalstoffen van lokale industrieën af, verwijdert de metalen en waardevolle materialen en impregneert het brandbare tot zaagsel. Het afval dat het bedrijf produceert, wordt al sinds 2010 aangepast aan de productie- en vergunningsvereisten van de cementfabriek. 
Het vervangingspercentage voor alternatieve brandstoffen schommelt door de jaren heen. In 2018 werden 80% alternatieve brandstoffen gebruikt. 
De focus ligt op het optimaliseren van de brandstofmix op basis van de kosten van de brandstof, maar ook op de CO2-uitstoot, hier zijn namelijk ook kosten aan verbonden dankzij het EU-emissiehandelssysteem (EU-ETS).

## LEILAC- project
Het project ging van start in 2016 en is een stap in de richting om koolstofneutraal beton te produceren in 2050. Sinds 2019 bevindt zich een operationele testinstallatie in de fabriek van Lixhe. 
Het ‘Low Emissions Intensity Limestone and Cement’- project is een onderzoeks- en innovatieproject gesteund door de Europese Unie. Het doel van dit project is om 95% van de CO2 die vrijkomt bij het verhitten van de gemalen kalksteen in de voorverwarmingsoven op te vangen en zo tot bijna 60% van de totale uitstoot van cementproductie weg te werken. Twee derde van de koolstofuitstoot van cementproductie wordt namelijk gegenereerd door de calcinatie van kalksteen. 
De technologie pakt de bestaande procesflows anders aan en is zo in staat om de vrijgekomen koolstofdioxide op te vangen, mogelijk zelfs zonder extra energiekosten. Dit gebeurt door de CO2 die vrijkomt bij het verhitten van het gesteente in de voorverwarmingstoren al vanaf het begin gescheiden te houden van andere gassen die afkomstig zijn van de energiebron. 

De LEILAC-toren maakt hiervoor gebruik van de Direct Separation Reactor (DSR) van het Australische bedrijf Calix. In het midden van de toren bevindt zich een hermetisch gesloten stalen buis. Daaromheen zitten twee verwarmingsconstructies die de stalen buis verhitten. In deze gloeiend hete buis wordt gemalen kalksteen geïnjecteerd. De gassen die vrijkomen uit de  kalksteen en energiebron blijven zo gescheiden en zuivere CO2 vrijgekomen tijdens het verhitten kan rechtstreeks opgevangen worden. De CO2 kan vervolgens worden opgeslagen of elders opnieuw worden gebruikt.  